# 28978 إكسيون
28978 إكسيون بلوتينو (جرم فلكي عابر لمدار نبتون وعلى رنين مدار يساوي 3:2 مع كوكب نبتون). ومن المرجح جدا أن يكون كوكب قزم رغم من أن الاتحاد الفلكي الدولي لم يصنفه رسميا على هذا النحو. تحليل سعة منحنى الضوء يظهر انحرافات صغيرة فقط، مما يشير إلى أن إكسيون هو كروي مع بقع بياض الصغيرة، وبالتالي كوكب قزم.
وبخلاف بلوتو، إكسيون أول جرم وراء نبتوني يكتشف ويقدر أنة أكبر من الكوكب القزم سيريس،حتى في عام 2002، بعد عام من اكتشافه، كان يعتقد أن قطر إكسيون أكثر من 1000 كم. وكشفت عمليات رصد إيكسيون من قبل مقراب هيرشل الفضائي ومقراب سبيتزر الفضائي بطيف الأشعة تحت الحمراء البعيدة أن حجمه حوالي 620 كم.